# Рахил Душанова
Рахил Душанова (по баща Барак) е българска възрожденска учителка.

## Биография
Родена в семейство на сръбски православен дякон. Учи в Карловац като стипендиант на Сръбската патриаршия. През 1860 г. е поканена от Сава Филаретов за учителка в София (1861-1863). След нея в българските земи като учителка идва и сестра ѝ Милева Барак. Рахил учителства в Кюстендил (1863-1866) и Калофер (1866-1867). През 1867 се омъжва за Димитър Душанов и учителства с него в Казанлък (1867-1869, 1971), Хасково (1869-1870), Плевен (1872-1876) и др. Основава девически училища и женски дружества, изнася беседи, пропагандира девическото образоване. Печата дописки и статии във вестник „Македония“. Превежда с писмо, което Петко Славейков публикува, излизането на „Ружица или ред книжки за жените“. Превежда от сръбски сборник от афоризми и крилати фрази, приписвани на философи и писатели, събрани вероятно от Доситей Обрадович, нравоучителните разкази Злочесто добродетелно домочадие от Кристоф Шмид и Женско сърце. За нуждите на педагогическата си дейност съставя училищни диалози, един от тях – Момичешки разговори – е печатан в „Македония“ (1870) с подпис „Душанов“.